# Live at the Astoria, London (31.10.07)
Live at the Astoria, London (31.10.07) è un album della band statunitense Black Stone Cherry. L'album è composto dalla registrazione del concerto che la band ha fatto all'Astoria Theatre di Londra.

## Tracce
Disco Uno
1. Rain Wizard – 3:40
2. Backwoods Gold – 3:24
3. Yeah Man (Inedito) – 3:15
4. Rollin' On – 6:38
5. Violator Girl – 4:13
6. Big City Lights – 5:40
7. Hell & High Water – 4:09
8. Shapes of Things – 3:17
9. Folsom Prison Blues (cover di Johnny Cash) – 6:51

Disco Due
1. Crosstown Woman – 4:35
2. Hoochie Coochie Man (cover di Muddy Waters) – 4:57
3. Drum Solo – 4:54
4. End of Hoochie Coochie Man – 1:46
5. Lonely Train – 5:00
6. Shooting Star – 5:46
7. Maybe Someday – 4:16
8. Guitar Solos – 4:06
9. Voodoo Child (Slight Return) (cover di Jimi Hendrix) – 5:10

## Formazione
- Ben Wells - chitarra
- Chris Robertson - chitarra e voce
- Jon Lawhon - basso elettrico
- John Fred Young - batteria